# Raymond Gariépy
 (avril 2013).
Raymond Gariépy  (né le 24 janvier 1923 à L'Ange-Gardien sur la Côte-de-Beaupré dans la province de Québec (Canada) et mort le 23 janvier 2020 à l'Hôtel-Dieu de Québec) est un historien généalogiste et un homme politique québécois.
Il a été maire de L'Ange-Gardien de 1985 à 1989.

## Biographie
Raymond Gariépy suit son cours classique au Séminaire de Québec. Il complète ensuite, en 1945, à l’Université Laval, une formation en comptabilité.
De 1946 à 1975, il est assistant-auditeur de la province, poste aujourd’hui nommé sous-ministre adjoint, pour le ministère des Finances du Gouvernement du Québec. Puis, jusqu’en 1980, il est aux affaires culturelles pour la même province.
C’est à sa retraite, en 1980, qu’il se consacre à sa passion pour l’histoire et la généalogie.  Il avait déjà publié de courts ouvrages, mais l’essentiel de ses contributions est fait entre 1984 et 2002.
Ses principaux ouvrages ont été utilisés depuis par plusieurs historiens professionnels (par exemple Marcel Trudel. Histoire de la Nouvelle-France, Tome IV : La Seigneurie de la Compagnie des Indes occidentales Québec, Fides, 1997, p. 355) dans leurs études, montrant la qualité des études de M. Gariépy. Dans Les terres de L’Ange-Gardien, Côte-de-Beaupré, il fait non seulement la généalogie de chacune des familles propriétaires jusqu’au début de la colonie au XVIIe siècle, mais encore il retrace les transactions foncières, les activités économiques et certaines anecdotes concernant les lots. Il fait un travail semblable dans Les terres de Sainte-Anne-de-Beaupré (1988), Les terres de Château-Richer, 1640-1990 (1993), Les terres de Saint-Joachim, Côte-de-Beaupré, des origines au début du XXe siècle (1997) et Les terres de la Petite-Rivière-Saint-François (2002). Ce faisant, il a couvert une grande partie de l’histoire généalogique, économique et foncière de la Côte-de-Beaupré, l’un des premiers endroits colonisés par les Européens en Amérique.

## Ouvrages
- Le village de Château-Richer, 1640-1870. Québec, Société historique de Québec, 1969, 168 p. Collection « Cahiers d’histoire, 21 ».
- Les seigneuries de Beaupré et de l'île d'Orléans dans leurs débuts. Québec, Société historique de Québec, 1974, 267 p. Collection « Cahiers d’histoire, 27 ».
- Contributions dans Léon Roy. Les terres de l'Île d'Orléans, 1650-1725. Montréal, Éditions Bergeron & fils, 1978, 525 p.
- Les terres de Saint-Anne-de-Beaupré. Québec, Société de Généalogie de Québec, 1988, 644 p. Collection « Contributions à la Société de Généalogie de Québec, 64 ».
- Les terres de Château-Richer, 1640-1990. Québec, Société de Généalogie de Québec, 1993, 734 p. incluant 44 tableaux généalogiques, index et carte. Collection « Contributions à la Société de Généalogie de Québec, 72 ».
- Les terres de Saint-Joachim, Côte-de-Beaupré, des origines au début du XXe siècle. Québec, Société de Généalogie de Québec, 1997, 472 p. incluant 33 tableaux généalogiques, index et carte. Collection « Contributions à la Société de Généalogie de Québec, 83 ».
- Les terres de la Petite-Rivière-Saint-François. La Malbaie, Société d’histoire de Charlevoix, 2002, 52 p.
- Les terres de l’Ange-Gardien, Côte-de-Beaupré. 2e édition revue. Québec, Société de Généalogie de Québec, 2004 (1984), 744 p. Collection « Contributions à la Société de Généalogie de Québec, 99 ».